# Apsara

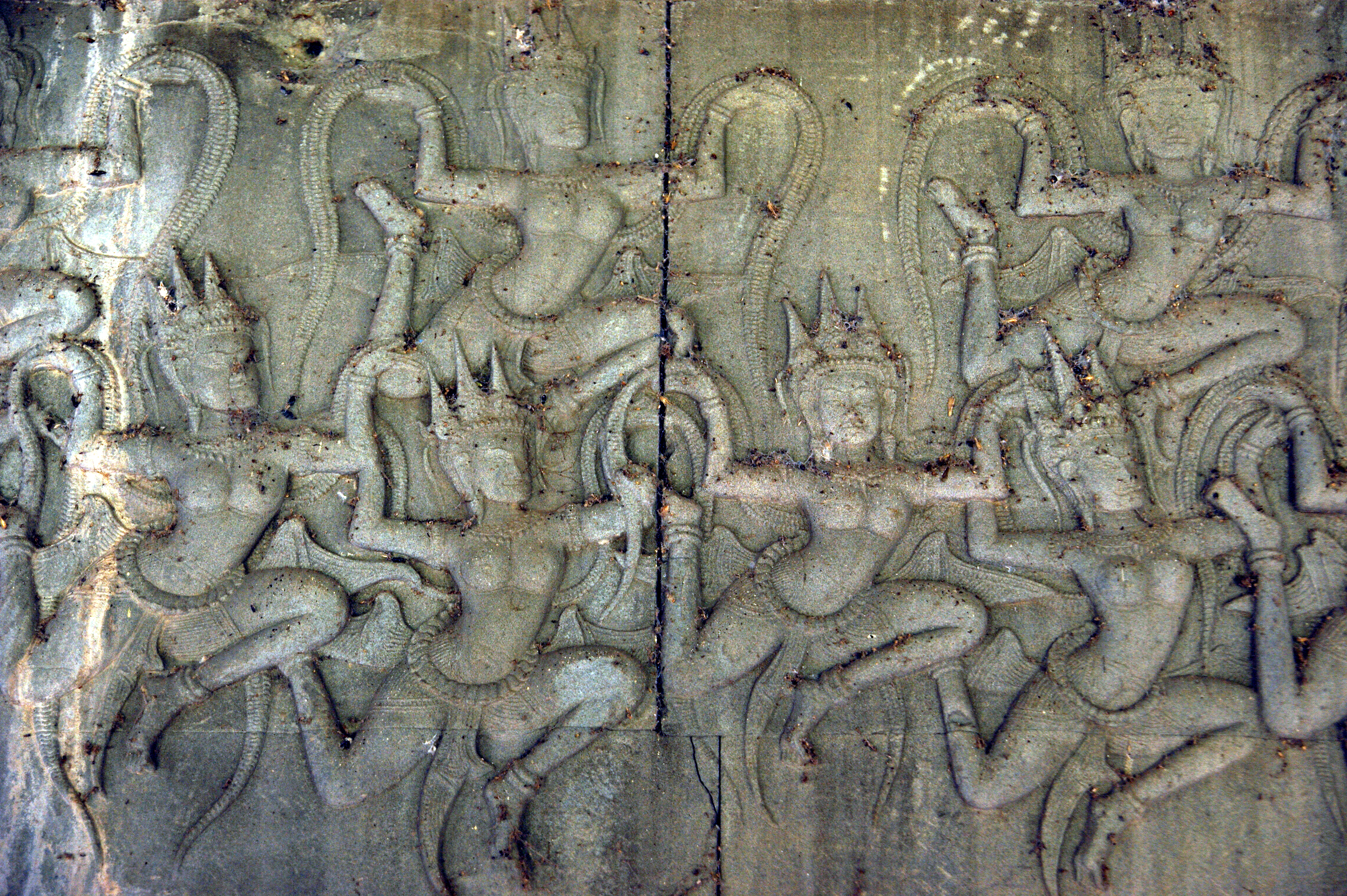
Dansende apsara's, reliëf in de tempel Preah Khan, 12e eeuw, Angkor, Cambodja.

Een apsara is in de boeddhistische en hindoeïstische mythologie een onsterfelijke, hemelse nimf. Apsara's zijn mooie jonge vrouwen, hemelse danseressen en onweerstaanbare verleidsters. Ze komen al voor in de Vedische literatuur en in de Purana's. Over de afkomst van de apsara's bestaan meerdere mythen. Het zijn ofwel de dochters van de ziener ("rishi") Daksha, de dochters van Kashyapa, of ze werden gecreëerd door de god Brahma.
In de mythologie spelen de apsara's vaak de rol van verleidsters, met name van asceten. Hindoes geloven dat ascese een persoon spirituele energie kan geven, maar dat seksuele relaties deze energie vernietigen. Asceten leven daarom uitsluitend celibatair. De apsara's proberen asceten te verleiden in opdracht van de god Indra, voor wie succesvolle asceten een bedreiging vormen.
Een bekende mythe is die over de apsara Urvashi, die een relatie met koning Pururavas aanging. Toen zij terug naar de hemelen keerde wist de koning bij haar te blijven door een offer, waardoor hij zichzelf in een gandharva veranderde, een eveneens onsterfelijk wezen. 
Urvashi komt ook voor in de Mahabharata, waarin ze tevergeefs probeert Arjuna te verleiden. De afgewezen Urvasi zorgde door een vloek dat Arjuna impotent werd. Later werd deze vervloeking beperkt tot één jaar in zijn ballingschap.
Een andere bekende apsara is Menaka, die de asceet Vishwamitra verleidde. Uit de relatie (gandharva) werd een dochter geboren, Shakuntala, die met koning Dushyanta trouwde en een voorouder was van de Pandava's en Kaurava's, de hoofdrolspelers in het epos Mahabharata. 
De apsara Tilottama verleidde de god Brahma zelf, toen deze probeerde Indra's troon te bemachtigen.
De apsara Maya had samen met Vajranaka drie zonen en twee dochters. De zonen waren de asura's Tarakasura, Surapadman en Simhamukhan. Zij werden door de oorlogsgod Kartikeya (Murugan, Skanda) verslagen. Surapadman werd de vahana (het rijdier) de pauw van Kartikeya en Simhamukhan de leeuw van Durga (Parvati, Kartikeya's moeder).